# Дульсе-де-лече
Ду́льсе-де-ле́че (ісп. dulce de leche) — традиційний латиноамериканський десерт з карамелізованого молока.
Виготовляється з молока (переважно коров'ячого) та цукру у пропорціях 3:1 шляхом повільного нагрівання, під час якого воно завдяки реакції Маяра змінює свій смак і колір. Також іноді додається харчова сода для пришвидшення процесу та ваніль для аромату. Також відомий спосіб приготування дульсе-де-лече шляхом варіння згущеного молока на водяній бані.

## Використання
Дульсе-де-лече широко використовується у приготуванні різноманітних страв, як-от альфахори, кучуфлі, панкейки, вафлі, флан, морозиво, тарти тощо.

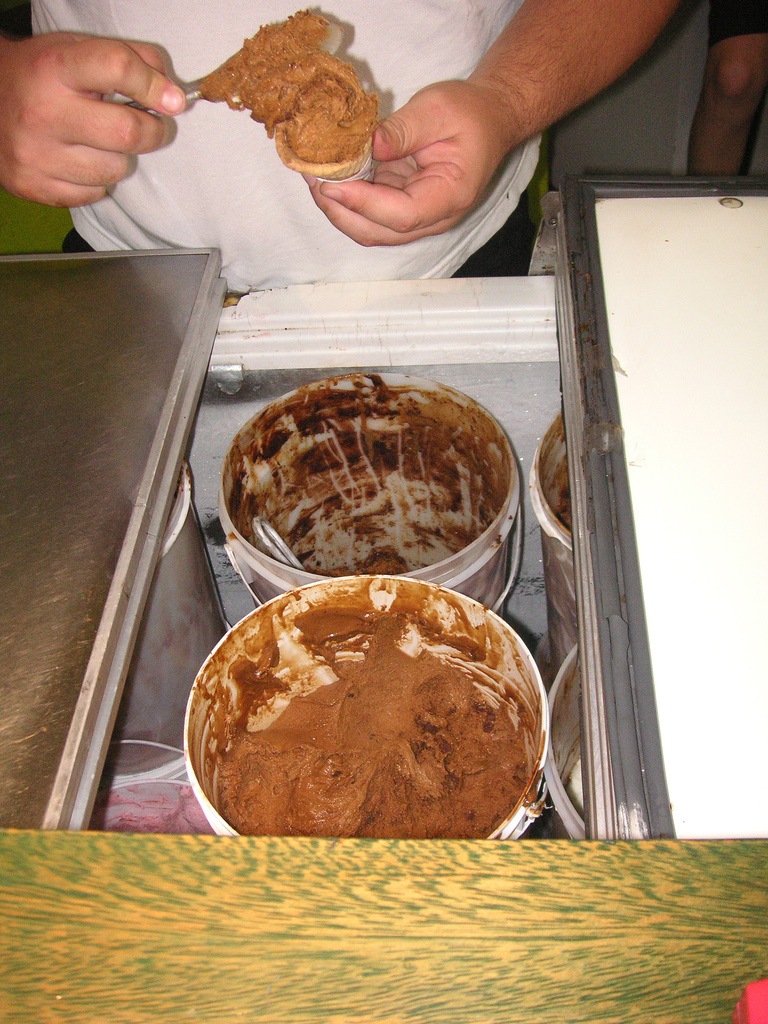
Морозиво з дульсе-де-лече
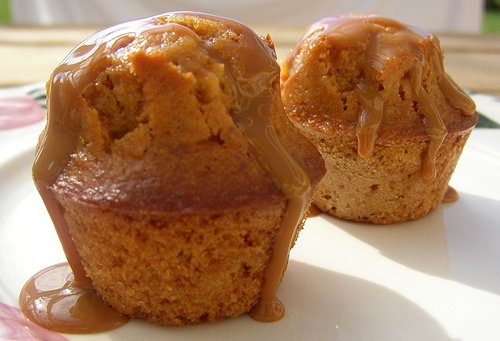
Кекси, политі дульсе-де-лече
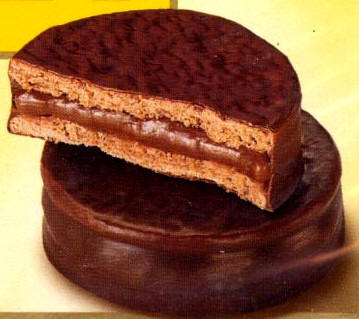
Альфахори з начинкою з дульсе-де-лече
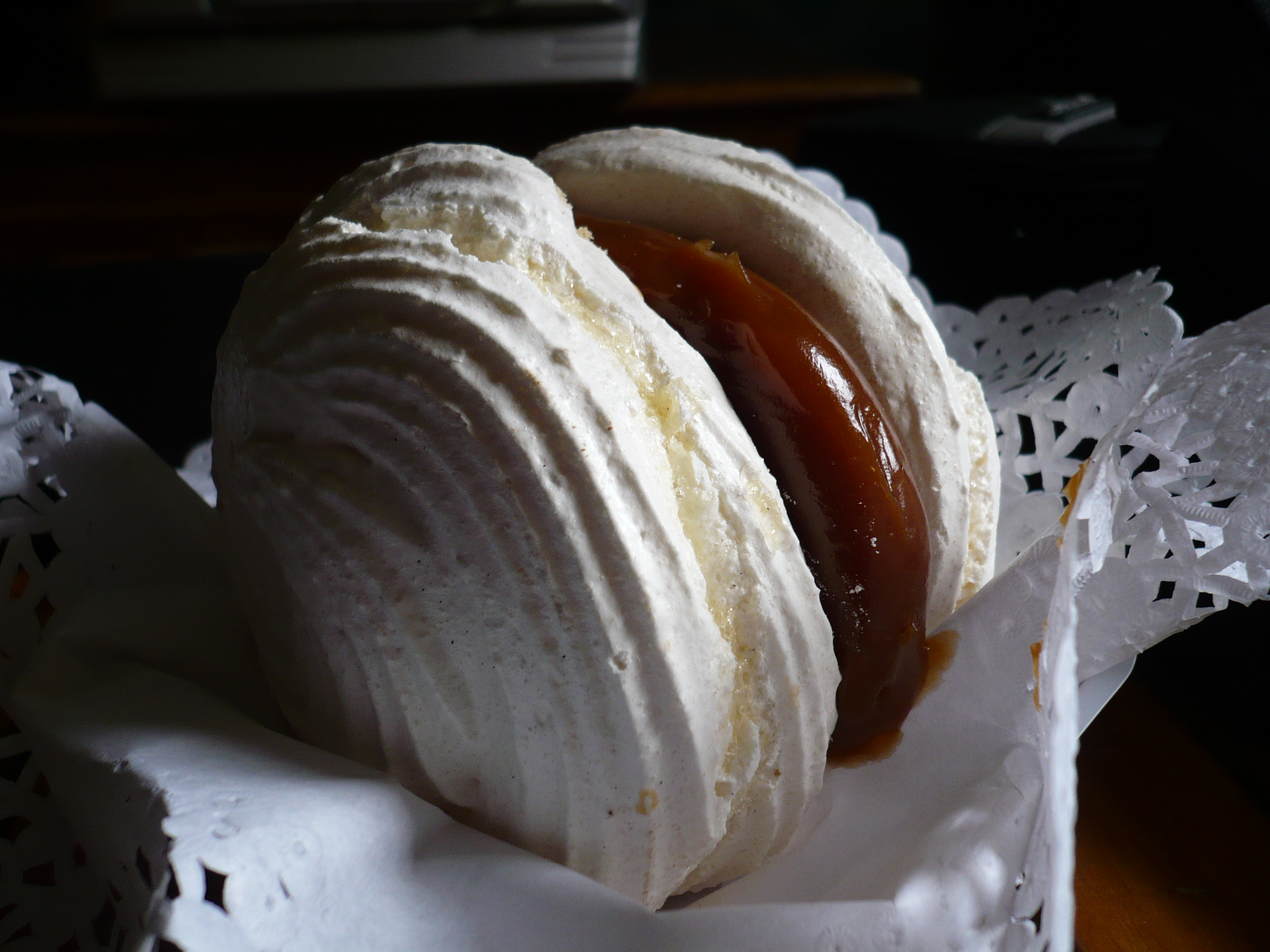
Меренга з начинкою з дульсе-де-лече
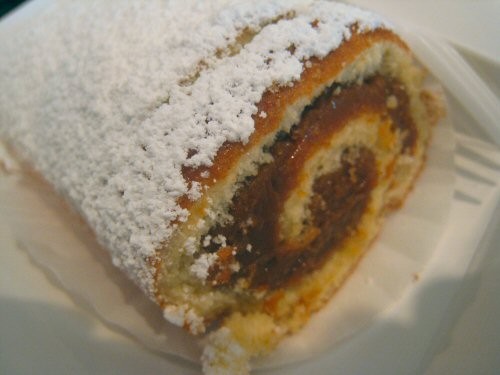
Рулет з начинкою з дульсе-де-лече
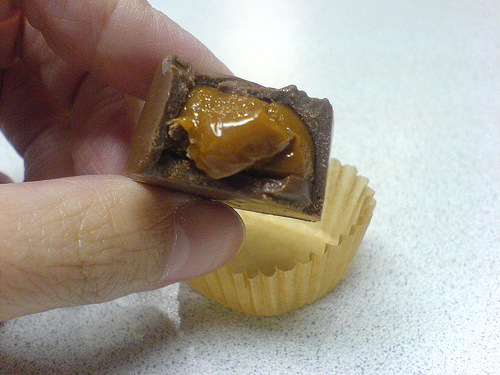
Цукерки з дульсе-де-лече
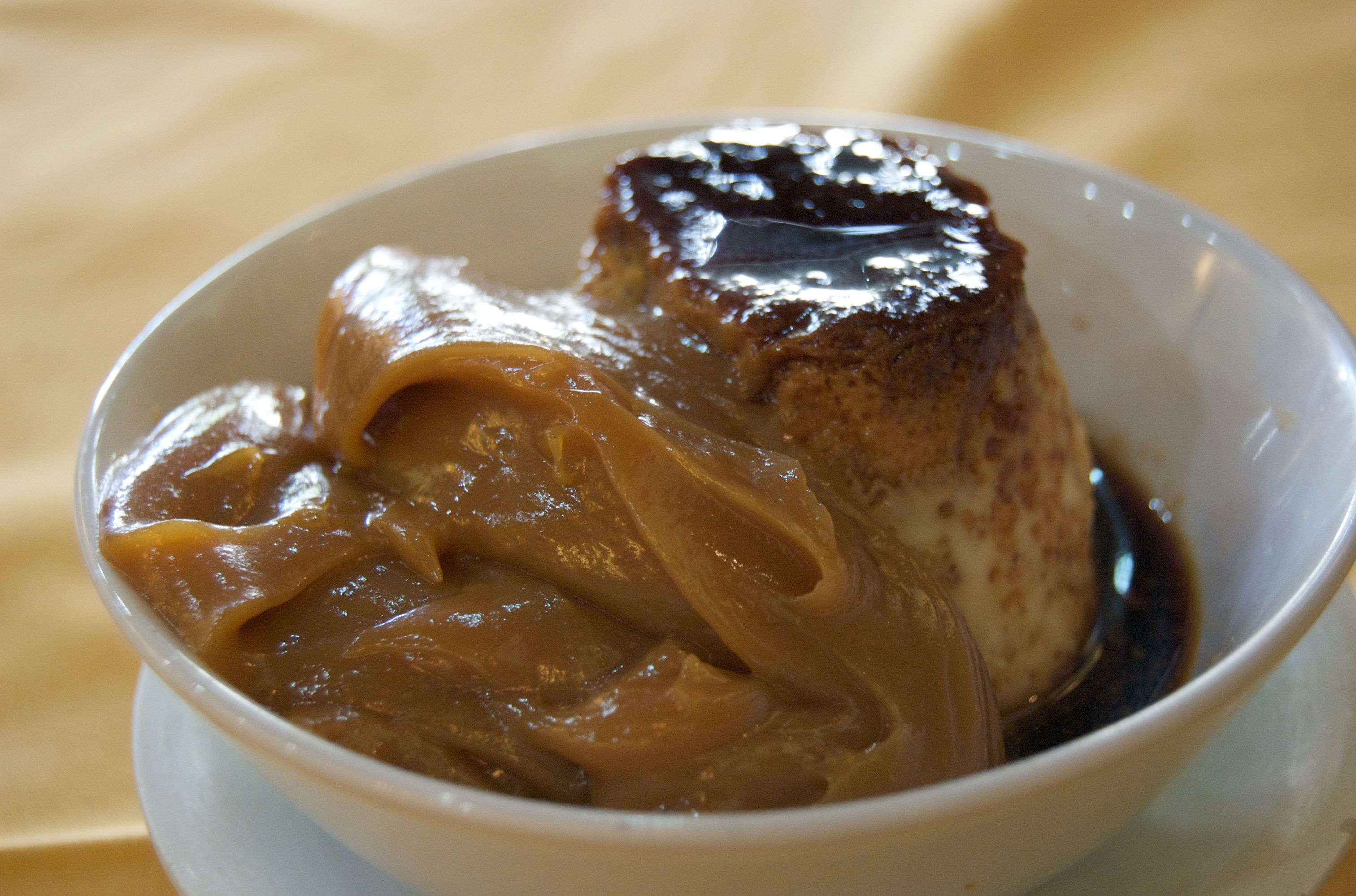
Флан з дульсе-де-лече
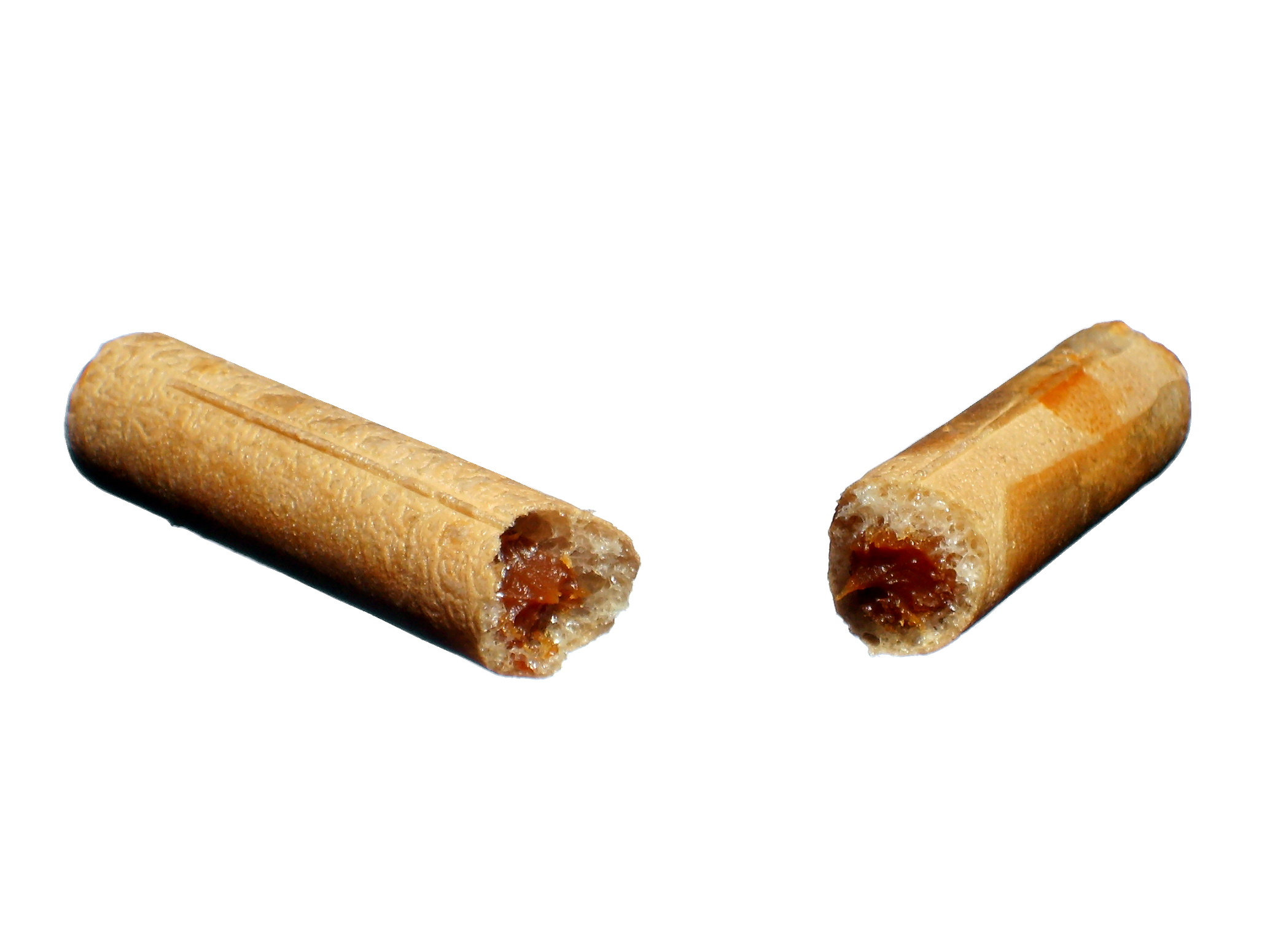
Кучуфлі
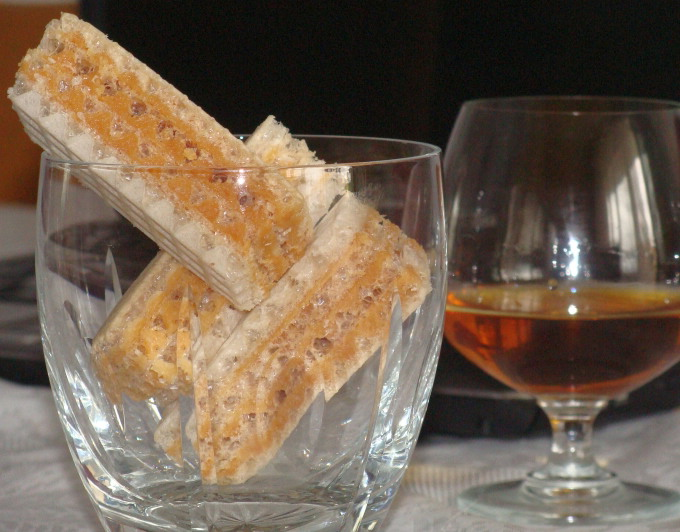
Вафлі з дульсе-де-лече
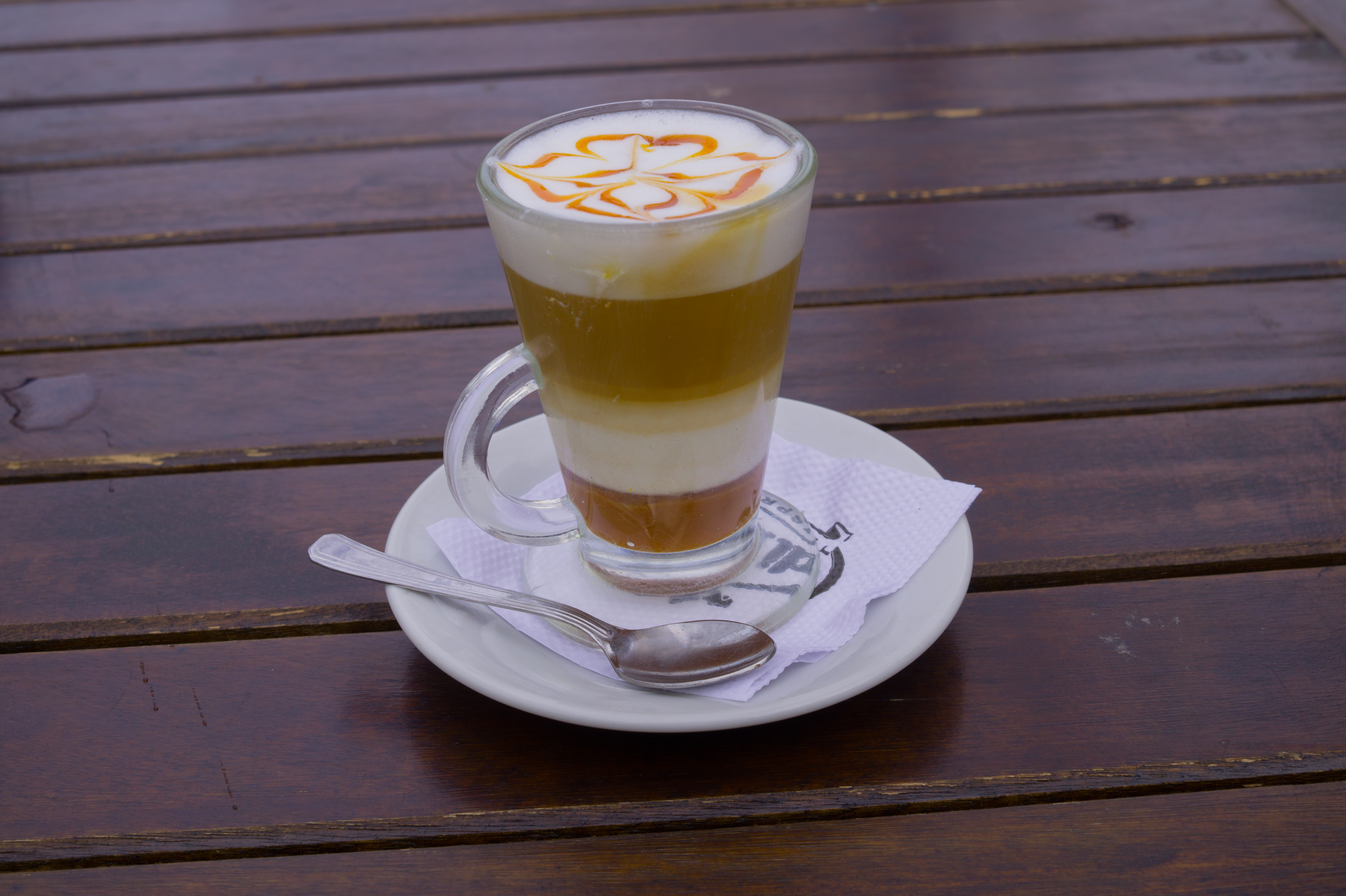
Лате з дульсе-де-лече
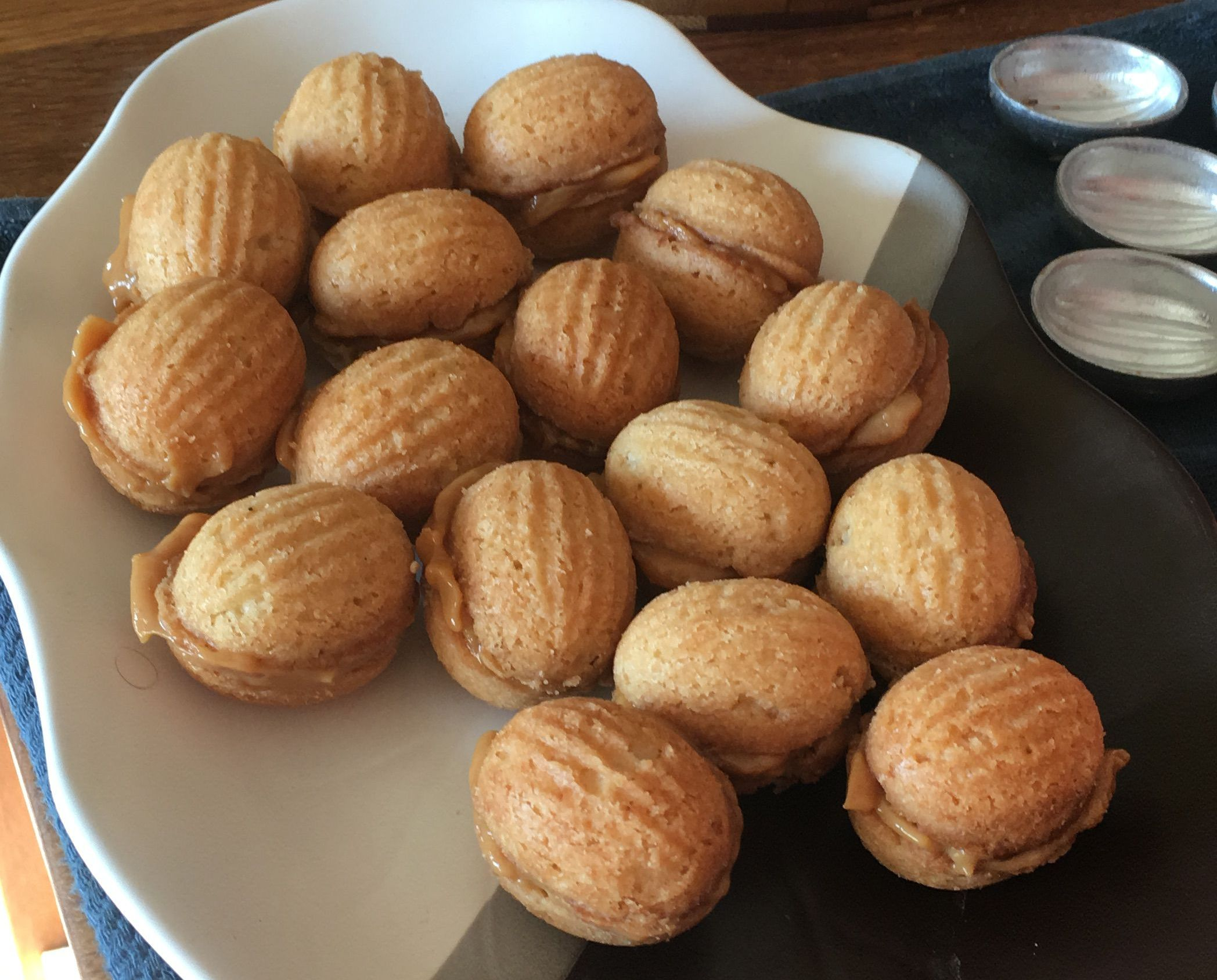
Горішки з начинкою з дульсе-де-лече

## Історія

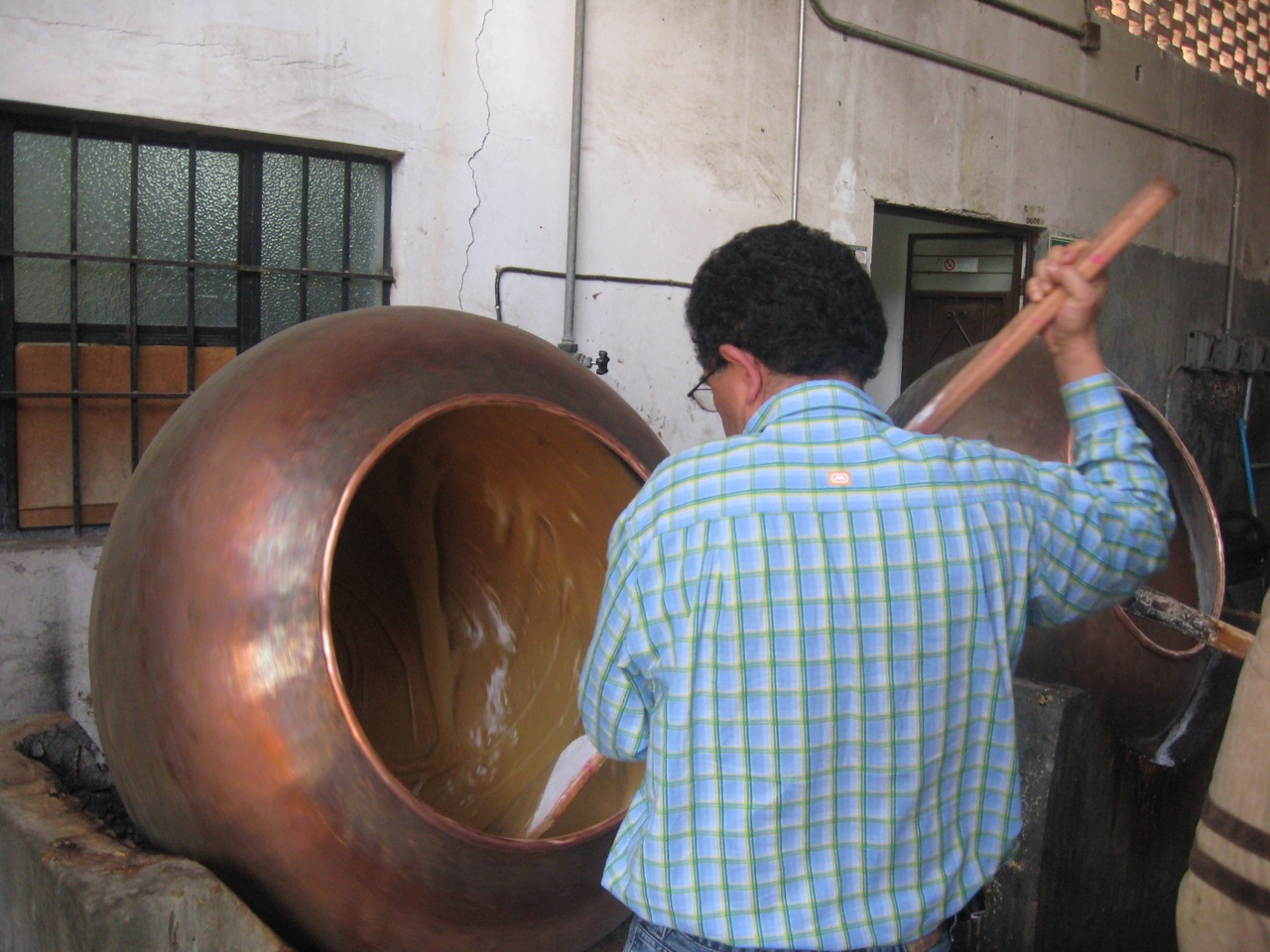
Виготовлення дульсе-де-лече мексиканським ремісником

Точна дата та місце виникнення десерту дульсе-де-лече невідома. Багато латиноамериканський країн (у першу чергу, Аргентина) претендують на його авторство, але жодна не має переконливих доказів.
Традиційно вважалося, що дульсе-де-лече було винайдено в Аргентині 1829 року. Аргентинський дослідник Віктор Его Дюкро вважає, що дульсе-де-лече було винайдене в Чилі, звідки потрапило до Куйо і Тукуману, а потім до Буенос-Айреса. Натомість Патрісіо Бойль вважає, що цей десерт був винайдений у Мендосі між 1693 і 1712 роками. У Бразилії дульсе-де-лече вперше згадується в оповіданні, опублікованому у Мінас-Жерайсі 1773 року. Йоганн Рудольф Ренггер згадує дульсе-де-лече у своїй книзі про подорож до Парагваю у 1818—1826 роках. Аргентинський історик Родольфо Терраньйо вважає, що історія дульсе-де-лече дуже давня, бо аналоги цього десерту зустрічаються у кухнях багатьох давніх культур, наприклад, в Аюрведі воно фігурує під іменем рабаді.
День дульсе-де-лече в Аргентині святкується 11 жовтня.

## Назви у різних країнах

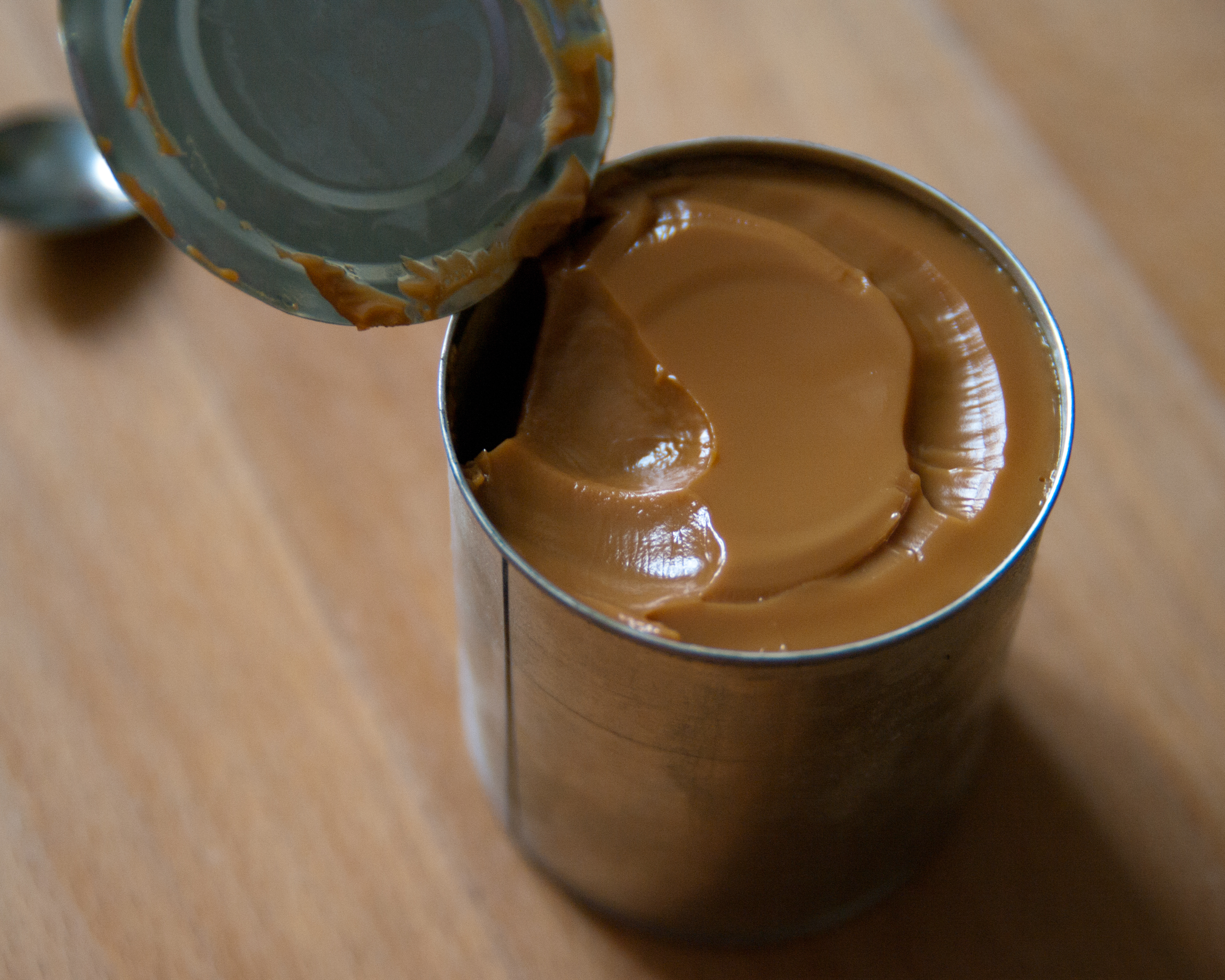
Дульсе-де-лече зроблене в домашніх умовах шляхом варіння згущеного молока.

У різних країнах дульсе-де-лече має різні назви:
- дульсе-де-лече (ісп. Dulce de leche): в Аргентині, Болівії, країнах Центральної Америки, Іспанії, Парагваї, Пуерто-Рико, Домініканський Республіці, Уругваї, Еквадорі, Мексиці (лише те, що зроблене з коров'ячого молока) та окремих районах Колумбії
- арекіпе (ісп. Arequipe): у Колумбії, Гватемалі, Венесуелі
- больйо-де-лече (ісп. Bollo de leche): у Нікарагуа
- кахета (ісп. Cajeta): у Мексиці, якщо воно зроблене з молока кози
- фангіто (ісп. Fanguito): на Кубі
- манхар (ісп. Manjar) або манхар-де-лече (ісп. manjar de leche): у Чилі та Еквадорі
- манхарбланко (ісп. manjarblanco): у Болівії, Колумбії, Панамі та Перу
- конфітюр-де-ле (фр. Confiture de lait): у Франції
- досі-ді-лейчі (порт. Doce de leite): у Бразилії та Португалії
- мілк-карамел (англ. Milk caramel): у США
- варене згущене молоко, іриска: в Україні